# أندريه جونسون (لاعب كرة قدم أمريكية مواليد 1973)
أندريه جونسون (بالإنجليزية: Andre Johnson)‏ هو لاعب كرة قدم أمريكية أمريكي، ولد في 25 أغسطس 1973 في ساوثهامبتون ‏ في الولايات المتحدة.

## وصلات خارجية
- أندريه جونسون (لاعب كرة قدم أمريكية) على موقع مرجع كرة القدم المحترفة.كوم (الإنجليزية)
- أندريه جونسون (لاعب كرة قدم أمريكية) على موقع الموسوعة البريطانية (الإنجليزية)